# Diplazon scutellaris
Diplazon scutellaris är en stekelart som först beskrevs av Cresson 1868.  Diplazon scutellaris ingår i släktet Diplazon och familjen brokparasitsteklar. Inga underarter finns listade i Catalogue of Life.